# 万脩
万 脩（萬 脩、ばん しゅう、? - 26年）は、後漢の武将。字は君游（くんゆう）。扶風茂陵県（陝西省興平市）の人（『後漢書』列伝11・本伝）。光武帝の功臣であり、「雲台二十八将」の第26位に序せられる（『後漢書』列伝12）。

## 略歴
劉玄が皇帝（更始帝）となり王莽を降した頃、信都郡信都県の令となった。
更始2年（24年）、薊県から逃れてきた劉秀を信都太守の任光・都尉の李忠とともに迎え入れた。偏将軍を拝命し、造義侯に封ぜられた。王郎の本拠の邯鄲を破ると右将軍に任ぜられ、河北平定に功あった。
建武元年（25年）、大司馬呉漢に率いられた十一将の一人として、更始帝配下の朱鮪の守る洛陽を囲む。
建武2年（26年）、造義侯に代えて槐里侯に封ぜられ、堅鐔と共に南陽平定に参加したが、宛にて周囲から孤絶し、病んで陣没した。
壬辰倭乱の時に明朝の援軍として李氏朝鮮に派兵され、朝鮮の氏族の江華万氏の始祖となった万世徳は、万修の子孫である。